# Жанаталап (Мактааральский район)
Жанаталап (каз. Жаңаталап, до 199? г. — Интернационал) — село в Мактааральском районе Туркестанской области Казахстана. Входит в состав сельского округ Аязхана Калыбековаа. Код КАТО — 514475200.

## Население
В 1999 году население села составляло 1162 человека (611 мужчин и 551 женщина). По данным переписи 2009 года, в селе проживало 1567 человек (809 мужчин и 758 женщин).